# جولة بلاكبينك في منطقتك
جولة بلاكبينك في منطقتك أول جولة عالمية لفرقة الفتيات الموسيقية الكورية الجنوبية بلاكبينك ، لدعم سكوير آب و كيل ذس لوف، بدأت الجولة في سيول في 10 نوفمبر 2018 وانتهت في فوكوكا في 22 فبراير 2020 ، ليصبح المجموع 36 عرضًا.

## خلفية

### شباك التذاكر
حققت المجموعة 1،815،062 دولارًا خلال محطة شيكاغو ، وهم حاليًا الفرقة الوحيدة في التاريخ إلى جانب فرقة سبايس جيرلز التي كسبن أكثر من مليون دولار في حفل موسيقي واحد في الولايات المتحدة. أصبحت الفرقة أيضًا أول فرقة نسائية تكسب أكثر من مليون دولار في حفل موسيقي واحد في العقد الماضي أمريكا ، وهم أيضًا الفنان الآسيوي العاشرة التي يكسب أكثر من مليون دولار في أداء واحد في أمريكا.

## الجوائز
- E! جائزة اختيار الشعب
  - 2019 - جولة العام
- جائزة جائزة اختيار المراهقين
  - 2019 - أفضل جولة صيفية